# Ruprechtia jamesonii
Ruprechtia jamesonii är en slideväxtart som beskrevs av Meissn.. Ruprechtia jamesonii ingår i släktet Ruprechtia och familjen slideväxter. Inga underarter finns listade i Catalogue of Life.